# Bérenger-Raimond II de Barcelone
 (octobre 2010).
Si vous disposez d'ouvrages ou d'articles de référence ou si vous connaissez des sites web de qualité traitant du thème abordé ici, merci de compléter l'article en donnant les références utiles à sa vérifiabilité et en les liant à la section « Notes et références ».
Bérenger-Raimond II de Barcelone, né en 1054 et probablement mort à Jérusalem le 20 juin 1097 ou 1099, surnommé le Fratricide, est un comte de Barcelone qui porta également les titres de comte de Gérone, d'Osona, de Carcassonne et de Razès entre 1076 et 1097.
Fils de la célèbre Almodis de la Marche, il devient comte de Barcelone à la mort de son père, Raimond-Bérenger Ier, avec son frère jumeau, Raimond-Bérenger II. En conflit avec celui-ci, il est tenu pour responsable de son meurtre, en 1082. Afin d'expier cette faute, il garantit à son neveu, Raimond-Bérenger, la succession, et part en croisade en 1096. Il meurt d'ailleurs devant Jérusalem, en 1097, sans postérité officielle.

## Biographie

### Jeunesse
Bérenger-Raimond naît en 1054. Son père, Raimond-Bérenger Ier, est le puissant comte de Barcelone. sa mère, Almodis de la Marche, est une fille de Bernard Ier, le comte de la Marche, mariée au comte de Toulouse, Pons, auquel elle a donné plusieurs enfants, dont les jumeaux Guillaume et Raimond. Almodis est encore la femme de Pons en juin 1053, avant d'être enlevée par Raimond-Bérenger Ier. Bérenger-Raimond et son frère jumeau, Raimond-Bérenger, naissent peu après.
Les deux frères, Bérenger-Raimond et Raimond-Bérenger ne sont pas les fils aîné de Raimond-Bérenger Ier, qui a un premier fils, Pierre-Raimond, de sa première épouse, Isabelle de Nîmes. Mais celui-ci est déchu de ses droits en 1071, après avoir assassiné la mère des jumeaux, qui intriguait pour placer ses fils sur le trône barcelonais. Bérenger-Raimond et Raimond-Bérenger héritent donc conjointement des domaines de leur père à la mort de celui-ci, en 1076.

### Règne

#### Le gouvernement des deux frères
Le testament de Raimond-Bérenger Ier établit que les deux frères doivent exercer le pouvoir conjointement et que les domaines ne doivent pas être partagés. Mais il semble que Raimond-Bérenger II ait bénéficié d'une certaine prééminence et qu'il ait cherché à s'arroger un pouvoir incontesté. Les désaccords entre les deux frères apparaissent rapidement. En 1078, par un premier accord, Raimond-Bérenger II garantit à son frère une part des tributs que verse le roi taïfa de Lérida, Yusuf al-Muzaffar, en guerre avec son propre frère, Ahmad al-Muqtadir, roi taïfa de Saragosse. Les frères profitent de la situation pour étendre le comté de Barcelone : en 1079, ils s'emparent de Sidamon et Torregrossa, dans la plaine d'Urgell, et de Barberà et L'Espluga de Francolí, dans la vallée de Barberà.
Mais les disputes reprennent et le pape Grégoire VII, auquel Raimond-Bérenger Ier a recommandé ses deux fils, écrit une lettre en 1079, pour que l'évêque de Gérone Bérenger-Guifred, aidé par les abbés de Ripoll, de Saint-Cucufa et de Saint-Pons de Thomières, intervienne pour ramener la paix entre les deux comtes. Une solution semble trouvée en 1080. Les domaines sont partagés à moitié entre les deux frères. Ils conviennent de résider alternativement six mois chacun dans le palais comtal de Barcelone. Même les conquêtes à venir doivent être partagées entre Bérenger-Raimond II et Raimond-Bérenger II. On commence également à frapper à Barcelone, cette année-là, des deniers anonymes, qui ne comportent pas les noms des frères. 
Bérenger-Raimond II semble chargé de la gestion des nouvelles terres conquises. Il est allié au roi d'Aragon, Sanche Ier, mais aussi au roi taïfa de Lérida, Tortose et Dénia, al-Mundir Imad al-Dawla. Face à eux se dresse le roi taïfa de Saragosse, Yusuf al-Mutaman, allié à Rodrigo Díaz de Vivar, appelé le Cid. En 1082, à la bataille d'Almenar, fortifiée par le Cid, Bérenger-Raimond II est battu et fait prisonnier, puis est libéré contre une rançon.

#### L'assassinat deRaimond-BérengerIIet ses conséquences
Le 5 décembre 1082, dans un lieu écarté connu comme la Perxa de l’Astor (le « perchoir de l'autour »), à Gualba, Raimond-Bérenger II est assassiné par les hommes qui l'accompagnent. On pense immédiatement à une machination de Bérenger-Raimond II. Mais, en l'absence de preuves, il se maintient seul au pouvoir et écarte son neveu, le jeune Raimond-Bérenger, âgé de quelques mois seulement. Les comtés de Barcelone, de Gérone et d'Osona se soumettent, mais à Carcassonne et dans le Razès, le vicomte d'Albi et de Nîmes, Bernard Aton IV Trencavel profite de la situation pour asseoir son autorité dans les deux comtés, en prenant en 1085 le titre de vicomte de Carcassonne et de Razès.
Dès 1083 cependant se forme une coalition « antifratricide », menée par les vicomtes de Cardona et de Queralt, Raymond Folch Ier et Bernard Guillaume, auxquels se joint l'évêque de Vic, Bérenger-Sunifred de Lluçà. En mai 1085, une assemblée de notables, présidée par l'évêque de Vic, confie la garde de Raimond-Bérenger à Guillaume-Raymond, le comte de Cerdagne. Celui-ci prend la tête de l'opposition à Bérenger-Raimond II et l'accuse clairement de fratricide. Il négocie avec le roi de León et de Castille, Alphonse VI pour lui donner la garde de Raimond-Bérenger et la suzeraineté sur les comtés catalans. 
Finalement, Bérenger-Raimond II arrive à trouver un accord avec ses adversaires. En juin 1086, une nouvelle assemblée se réunit, sous la direction du vicomte de Cabrera et de Gérone, Pons Ier de Cabrera. Elle désigne Bérenger-Raimond II comme tuteur de son neveu pour onze ans, jusqu'à ce que Raimond-Bérenger atteigne l'âge de la majorité, à condition qu'il soit associé au gouvernement et que Bérenger-Raimond II ne se remarie pas, afin qu'il puisse recueillir l'héritage barcelonais.

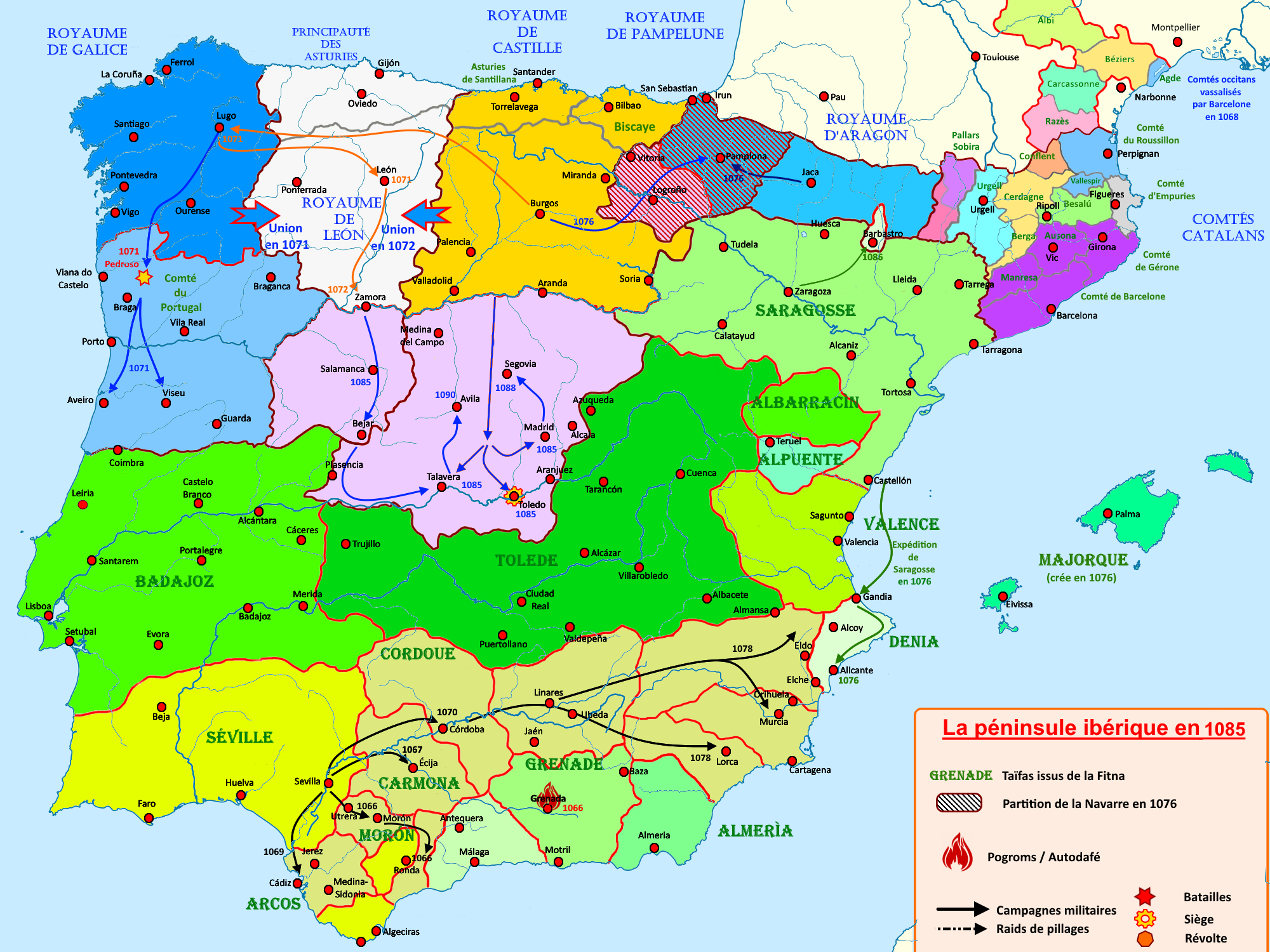
Le comté de Barcelone en 1085.

#### La lutte contre Saragosse et Valence

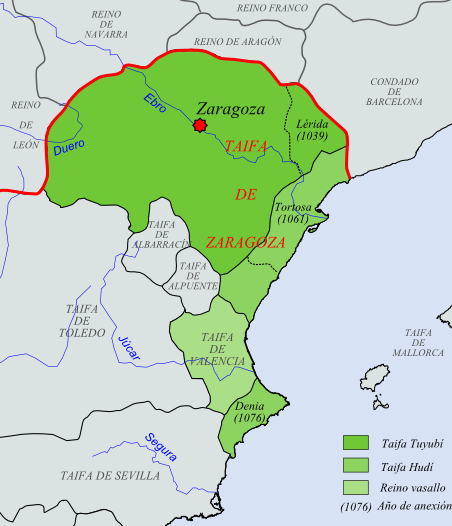
Taïfa de Saragosse dans son extension maximale, en 1076, sous le règne d'al-Muqtadir.

En 1087, Bérenger-Raimond II reprend les guerres, dans le but de mettre la main sur Valence. Il renoue son alliance avec Armengol IV d'Urgell, al-Mundir de Lérida et Sanche Ier d'Aragon, en lutte contre Ahmad II ibn Yusuf al-Musta'in II de Saragosse, le fils de Yusuf al-Mutaman. Le Cid, allié d'al-Musta'in II, ne peut empêcher la chute de la forteresse de Murviedro entre les mains d'al-Mundir de Lérida. Al-Qadir, le roi taïfa de Valence est assiégé à Xàtiva et mis en déroute par les forces catalanes et les troupes d'al-Mundir. Les vainqueurs se dirigent sur Valence, mais doivent rentrer précipitamment, après l'attaque d'al-Musta'in II et du Cid sur Lérida. 
En 1088, une nouvelle attaque est menée contre le royaume de Valence, à nouveau défendu par le Cid. Ayant reçu l'aide d'Alphonse VI de Castille, il repousse même Bérenger-Raimond II, obligé de se retirer dans Requena en 1089. En 1090, les troupes de Lérida et de Barcelone, dirigées par Bérenger-Raimond II, affrontent les forces du Cid à Pinar de Tévar, près de La Pobla d'Alcolea, lors d'une terrible bataille, où il est mis en déroute. Il est à nouveau fait prisonnier, avec d'autres chevaliers tels que Guéraud Alemany de Cervelló. Emmené à Daroca par le Cid, il conclut la paix avec lui et le mariage de son neveu, Raimond-Bérenger, avec la fille du Cid, Maria de Vivar. 
Bérenger-Raimond II tourne ses ambitions vers Tarragone, dont il a demandé au pape, dès 1088 ou 1089, le rétablissement comme siège archiépiscopal. Il reçoit la confirmation papale en 1091 avec la nomination de l'évêque de Vic, Bérenger-Sunifred, à la charge d'archevêque de Tarragone. En 1092, avec l'aide de Génois et de Sanche Ier d'Aragon, il attaque et occupe brièvement Tortose.

#### Les difficultés de la fin du règne
Mais sur le plan intérieur, Bérenger-Raimond II rencontre une opposition croissante. Ses détracteurs se font plus nombreux et l'accusent du crime de son frère. Le comte doit, sous la pression papale, accepter d'alléger sa tutelle et donner plus de pouvoir à son neveu. Finalement, il accepte en 1097 de se présenter devant une cour de justice neutre, celle du roi de León Alphonse VI, afin de se défendre dans un combat judiciaire. Mais il est vaincu, ce qui suffit à établir sa culpabilité.
À partir du 3 mars 1097, Bérenger-Raimond II disparaît des sources, ce qui rend difficile la connaissance de sa fin.

### Décès
Selon la Gesta comitum barchinonensium, Bérenger-Raimond II serait mort devant Jérusalem, en participant à la Première croisade, avec ses demi-frères, Hugues VI de Lusignan et Raimond IV de Toulouse. Mais il est également possible qu'il soit mort dans cette ville alors qu'il accomplissait un simple pèlerinage. Cette pénitence lui aurait été infligée par le pape Urbain II en rémission de son crime. La date donnée est celle du 20 juin, sans que l'année soit précisée : il semble que ce soit 1097 ou 1099.

## Mariage et enfants
Bérenger-Raimond II s'était engagé à ne pas se "remarier". Cependant, il aurait eu une postérité. 
Il aurait été l’amant de Mahaut de Pouille, l'épouse de son frère jumeau, et aurait ainsi été le père biologique de son neveu, Raimond-Bérenger III. Outre une grande ambition, ce serait une des raisons de l’assassinat de Raimond-Bérenger II.
Il aurait par ailleurs été marié avant le meurtre et aurait chassé son épouse enceinte, qu'il aurait fait passer pour morte et qui se serait en fait réfugiée en Roussillon. Lors de l'Assemblée de juin 1086, qui fait de Berenguer-Ramon le tuteur de son "neveu", il est expressément mentionné qu'il ne doit pas se "remarier", ce qui semble confirmer qu'il l'avait bien été auparavant. . .